# Bredvikens naturskyddsområde
Bredvikens naturskyddsområde (finska: Laajalahden luonnonsuojelualue) är ett finländskt naturreservat i Esbo. Det ligger på ett 1,8 km² stort område utmed västra sidan av Bredviken, en grund havsvik mellan Esbo och Helsingfors. Det inrättades 1979.
I norra utkanten av naturskyddsområdet ligger Esbos Naturens hus i Villa Elfvik.
Största delen av Bredvikens naturskyddsområde täcks av öppet vatten. Till området hör vidsträckta vassar, strandlundar och strandängar. Landskapet sköts genom att låta boskap beta på strandängarna.
I norra delen ligger Elfviks fågeltorn och i södra delen Marens fågeltorn.
Området förvaltas av Forststyrelsen. 

## Historik
Jordbruk, med bland annat bete på strandängarna, dominerade landskapet fram till mitten av 1900-talet, vilket ledde till övergödning av viken. En ytterligare övergödning skedde då verksamheten på Dals reningsverk och på Stora Hoplaxvikens avstjälpningsplats sattes igång på 1950-talet. Då försvann bottenlevande vattenvegetation nästan helt och hållet från området. Efter att verksamheten vid reningsverket och på avstjälpningsplatsen tog slut, började vikens natur återhämta sig. Den bottenlevande vattenvegetationen har ökat och vattenfågelarter har ökat i antal.
Bredviken påverkades av utfyllningarna för Tekniska högskolans campusområde, när detta anlades i Otnäs på 1950-talet. Då övertäcktes en tredjedel av vassområdet. Även byggandet av trafiklederna Åboleden och Ring I har påverkat området.